# Polemon från Ilion
Polemon var en antik grekisk periegetisk författare från Ilion i Troas i Mindre Asien, verksam omkring år 200 f.Kr.
Under vidsträckta resor till alla delar av den grekiska världen samlade han material för sina periegetiska arbeten, huvudsakligen ägnade åt beskrivning och förklaring av helgedomar, minnesmärken, konstverk, lokala sagor och kulter, och så vidare. Av hans skrifter, som flitigt användes av hans efterföljare, har endast fragment bevarats, men i ett betydligt antal. De är utgivna av Karl Müller i Fragmenta historicorum græcorum.